# Bosque mixto de los montes Ródope
El bosque mixto de los montes Ródope es una ecorregión de la ecozona paleártica, definida por WWF, que se extiende por las montañas del centro y sur de Bulgaria y las regiones fronterizas de Serbia, Macedonia del Norte y Grecia.

## Descripción
Es un bosque mixto de montaña del bioma bosque templado de frondosas que ocupa 31600  kilómetros cuadrados en la cordillera de los Balcanes y los montes Ródope.

## La flora
En las zonas bajas domina el bosque mixto caducifolio, con haya (Fagus sylvatica, carpe oriental (Carpinus orientalis), carpe blanco (Carpinus betulus) y roble (Quercus spp.) A mayor altitud predominan las coníferas: abeto blanco (Abies alba), pícea de Noruega (Picea abies) y pino laricio (Pinus nigra). En las cumbres más altas, los brezales y prados alpinos sustituyen al bosque. 
El número de especies de plantas vasculares de la ecorregión se estima en 3000.

## La fauna
Varias especies amenazadas habitan en esta ecorregión: la nutria europea (Lutra lutra), la marta (Martes martes), el águila imperial oriental (Aquila heliaca), el buitre negro (Aegypius monachus) y el porrón pardo (Aythya nyroca).
Los montes Ródope son de vital importancia para la conservación de grandes mamíferos en Grecia, como la última población salvaje de ciervo del país. También destaca la presencia de especies sumamente escasas como el oso pardo, el rebeco balcánico y el lobo. Aunque es una área muy boscosa y con unas características excelentes para el lince, no existen datos fiables de esta especie en la zona. 
Otros grandes mamíferos más comunes son el corzo (capreolus capreolus), el jabalí (sus scrofa) y el zorro (vulpes vulpes).

## Endemismos
Hay muchas plantas endémicas, supervivientes de las glaciaciones del Pleistoceno.

## Estado de conservación
En peligro crítico. Las principales amenazas son la expansión de la agricultura y el incremento del turismo.